# إيلاق
إیلاق إقليم تاريخي قديم في بلاد ما وراء النهر، يقع بالقرب من إقلیم الشّاش. ورد ذكره في كثير من كتب الجغرافيين العرب.
إقلیم یقارب

## ما ذكرة المؤرخون
قال الإصطخري:
فقصبتها تعرف بتونكت، ولها من المنابر: سكاكت و بانجخاش و نوکث وبالایان و اربلیخ ونموذلغ وتكّث و خمرك و بسکت و کهسیم و دخکث و خاش و خرجانکت. والشاش وايلاق متصلتان لا فصل بينهما، وبإيلاق معدن ذهب وفضه، وأكبر مدن إيلاق نوکث وتونكت، وليس بما وراء النهر دار ضرب إلا بسمرقند وتونكت.
قال ابن حوقل: 
وأمّا مدن ايلاق فقصبتها تونكث ولها من المدن سكاكث و بانجخاش و نوکث و بالایان وتكث واربلخ و نموذلغ و خمرك ونوجكث وکهسیم ودخکث وخاش وخركانكث.
قال صاحب حدود العالم: 
ایلاق ناحية كبيرة بين الجبل والصحراء. غاصة بالناس ذات فواكه وزروع، وعامرة. أهلها قليلو المال. وبها مدينة ورساتيق كثيرة. وأغلب الناس في الرساتيق أتباع مذهب المبيّضة. هم مقاتلون ومنبسطو الأسارير. وفي جبالها معادن الفضة والذهب.
و حدودها متصلة بفرغانة وجذغل و الشاش و نهر خشرت. يسمى حكامها دهاقين إيلاق.
و كان دهاقينها قديما من ملوك الأطراف.
قال ابن طباطبا علوي اصفهاني:
آخره قاف مدينة من بلاد الشاش المتصل ببلاد الترك، على عشرة فراسخ من الشاش وهو عمل برأسه وفي جبالها معدن الذهب والفضة
و تتصل بفرغانة، وايلاق بليدة من نواحى نيسابور، وايلاق من قرى بخارى.

قال الإدريسي:
وأما مدن ايلاق فهي مجاورة للشاش من جهة الجنوب وقصبتها تعرف بتونكث ولها من المدن سكاكث و بانجخاش و نوکث و بالایان وتكث واربلخ ونموذلغ وخمرك ونوجكث وکهسیم ودخکث وخرخانكث.
قال یاقوت الحموي:
آخره قاف، قال أبو علي: إن حمل إيلاق لبعض بلدان الشاش على أنه عربيّ، فالياء التي بعد الهمزة يجوز أن تكون منقلبه عن الواو والهمزة والياء، وهو مثل إعصار، وليس مثل إيعاد، إلا أن تجعله سمي بالمصدر، وإيلاق: مدينه من بلاد الشاش المتصلة ببلاد الترك على عشره فراسخ من مدينه الشاش، أنزه بلاد الله وأحسنها، وهو عمل برأسه، وكورته مختلطه بكوره الشاش، لا فرق بينهما، وقصبتها تونكث، وبإيلاق معدن الذهب والفضة في جبالها، ويتصل ظهر هذا الجبل بحدود فرغانه، وقد نسب إليها قوم، منهم: أبو الربيع طاهر بن عبد الله الإيلاقي الفقيه الشافعي، كان إماما تفقه على أبي بكر عبد الله بن أحمد القفّال المروزي، وأخذ الأصول عن أبي إسحاق الأسفراييني، مات سنه 465 وله ست وتسعون سنه، وفي التحبير: محمد بن داود بن أحمد بن رضوان الإيلاقي الخطيب أبو عبد الله من إيلاق فرغانه، أقام بمرو مده وعلق الطريقة على الحسن بن مسعود الفرّاء، ثم انتقل إلى نيسابور وسكنها، وعلّق الخلاف على محمد بن يحيى الجيزي، وكان فقيها صالحا، سمع الحديث الكثير من الفراوي وعبد المنعم القشيري وزاهر الشّحّامي وطبقتهم، ثم قدم علينا مرو وأقام عندي في المدرسة العميديه إلى أن مات في ربيع الأول سنه 539، وإيلاق بليده من نواحي نيسابور، وإيلاق من قرى بخارى.
قال أبو الفداء:
إيلاق: قال ابن حوقل: و إيلاق إقليم يقارب إقليم الالشاش و قصبته مدينة تسمى تونكت، وهي مدينة عليها سور ولها عدة أبواب ويجري في المدينة المياه ولها بساتين كثيرة ولها حائط يمتد من جبل اسمه شابلغ حتى ينتهي إلى وادي الشاش؛ لمنع الترك من الدخول إلى بلادها، ولإيلاق نهر يعرف بنهر إيلاق، وإقليم إيلاق متصل بإقليم الشاش لا فصل بينهما، وقال في المشترك: و إيلاق بلد بنواحي نيسابور و إيلاق بلد بنواحي بخارى و إيلاق اسم لمجموع بلاد الشاش من حد نوبخت إلى فرغانة، و هي من أنزه بلاد اللّه وهو منقول من اللباب، لأنه قال في اللباب: و إيلاق هي بلاد الشاش من نوبخت إلى فرغانة.
قال عبد المؤمن البغدادي:
آخره قاف: مدينة من بلاد الشاش المتّصل ببلاد الترك، على عشرة فراسخ من الشاش، وهو عمل برأسه. وفي جبالها معدن الذهب والفضة، وتتصل بفرغانة. و إيلاق: بليده من نواحي نيسابور. و إيلاق: من قرى بخارى.
قال الحمیري:
من بلاد خراسان، لها قصبة ونهر وربض، ولهم في الربض والمدينة ماء جار، بجبل إيلاق معادن ذهب وفضة، ويتصل بهذا الجبل حدود فرغانة، وبها دار ضرب وليس في ما وراء النهر دار ضرب إلا بسمرقند وبخارى وإيلاق، ولإيلاق بضع عشرة مدينة، وإيلاق متصلة ببلاد الشاش و هما جميعا لا فصل بينهما عمارتهما متصلة متكانفة لا تنقطع، فمقدار عرضها مسيرة يومين في ثلاثة أيام، وليس بخراسان و ما وراء النهر كورة ولا إقليم على مقدارها في المساحة أكثر منابر وقرى عامرة من هذه الناحية، آخر حدودها ينتهي إلى وادي الشاش الذي يقع في بحيرة خوارزم وعامة دور مدنها يجري فيها الماء، وقد أهلك ذلك.
قال محمد بن علي البروسوي:
إیلاق من المشترك : بکسر الهمزة وسکون المثنّاه من تحت ثمّ لام ألف وقاف فی الآخر، قال ابن حوقل : و إیلاق إقلیم یقارب إقلیم الشّاش و قصبته مدینه تسمّی تونکث، وهی مدینه علیها سور ولها عدّة أبواب، وتجري في المدینة المیاه، ولها بساتین کثیرة، ولها حائط یمتدّ من جبل اسمه سأبلغ حتّی ینتهی إلی وادي الشّاش یمنع التّرکمان الدخول إلی بلادها، ولإیلاق نهر یعرف بنهر إیلاق، وإقلیم إیلاق متّصل بإقلیم الشّاش لا فصل بینهما، و إیلاق من الإقلیم الخامس. فی القانون : طولها فط ی عرضها مج ک.
فی المشترك: و إیلاق بلد بنواحي نيسابور، و بلد بنواحي بخارى، واسم لمجموع بلاد الشّاش من حدّ نوبخت إلی فرغانة.
 قال عبد الرحمن بن إبراهیم حسیني حنبلي :
إیلاق (ثلاثة)
الأول: مدینة من أعمال نيسابور، الثاني: اسم لبلد الشاش من حد نوبخت إلى فرغانة، من أنزه بلاد الله، وأحسنها، نسب إلیها أبو الربیع طاهر ابن عبد الله الإیلاقي، تفقه على القفال المروزي، هکذا وجدته.